# Punk in drublic
Punk in drublic és el cinquè àlbum d'estudi del grup estatunidenc de hardcore melòdic NOFX. Es va publicar el 19 de juliol de 1994 a través d'Epitaph Records. El títol és un contrapet de drunk in public.
Punk in drublic va ser l'àlbum més reeixit de NOFX arribant al número 12 de la llista Heatseekers de Billboard. L'àlbum va rebre crítiques favorables i és considerat un àlbum de punk clàssic. Sis anys després del seu llançament es va convertir en l'únic disc d'or del grup amb vendes superiors a les 500.000 còpies als Estats Units d'Amèrica. A tot el món, el disc ha venut més d'un milió de còpies.
L'àlbum va tenir una gran influència en treballs posteriors d'altres grups com Cheshire Cat (1995) de Blink-182, Oz Factor (1996) d'Unwritten Law, Let's Talk About Feelings (1998) de Lagwagon, All Killer No Filler (2001) de Sum 41 i The General Strike (2012) d'Anti-Flag.

## Llista de cançons
| Núm.          | Títol                     | Durada |
| ------------- | ------------------------- | ------ |
| 1.            | «Linoleum»                | 2:10   |
| 2.            | «Leave It Alone»          | 2:04   |
| 3.            | «Dig»                     | 2:16   |
| 4.            | «The Cause»               | 1:37   |
| 5.            | «Don't call me white»     | 2:33   |
| 6.            | «My Heart Is Yearning»    | 2:23   |
| 7.            | «Perfect Government»      | 2:06   |
| 8.            | «The Brews»               | 2:40   |
| 9.            | «The Quass»               | 1:18   |
| 10.           | «Dying Degree»            | 1:50   |
| 11.           | «Fleas»                   | 1:48   |
| 12.           | «Lori Meyers»             | 2:21   |
| 13.           | «Jeff Wears Birkenstocks» | 1:26   |
| 14.           | «Punk Guy»                | 1:08   |
| 15.           | «Happy Guy»               | 1:58   |
| 16.           | «Reeko»                   | 3:05   |
| 17.           | «Scavenger Type»          | 7:12   |
| Durada total: | Durada total:             | 39:55  |

## Equip de gravació
- Fat Mike: veu i baix
- Eric Melvin: guitarra
- El Hefe: guitarra
- Erik Sandin (Herb Reath Stinks): bateria
- Mark Curry: veu addicional a «Perfect Government»
- Kim Shattuck: veu addicional a «Lori Meyers»
- Chris Dowd: trombó a «Dig»
- Kenny Lyon: guitarra addicional
- Mr. Rojers: tambors metàl·lics a «My Heart Is Yearning»
- New Jew Revue: cors a «The Brews»
- Ryan Greene: producció
- Ryan Greene: enginyeria de so
- Steve Kravac: enginyer ajudant

## Curiositats
- «Linoleum» fa referència a l'episodi pilot de One Tree Hill, quan el protagonista Lucas Scott veu un adhesiu de NOFX en una de les carpetes de Peyton Sawyer i canta la frase that's me inside your head. Més endavant, va ser inclosa com a contingut descarregable al videojoc musical Guitar Hero World Tour.
- «Leave It Alone» fa referència a una altra cançó, «Bringing In the Sheaves», escrita el 1874 per Knowles Shaw. És una cançó gòspel popular associada al protestantisme. També va aparèixer a la banda sonora del videojoc Watch Dogs 2.
- La cançó «Jeff Wears Birkenstocks?» es va incloure al videojoc d'EA Sports NCAA Football 06.
- La pista 17 conté una part oculta que comença després de tres minuts de silenci en què El Hefe imita personatges de dibuixos animats com Yosemite Sam i Popeye.